# Линкълн (окръг, Невада)
Вижте пояснителната страница за други значения на Линкълн.
Окръг Линкълн (на английски: Lincoln County) е окръг в щата Невада, Съединени американски щати. Площта му е km², а населението – 5055 души (2016). Административен център е град Пиош.